# Няндома
Ня́ндома (рос. Няндома) — місто (з 1939 року) в Архангельській області Росії. Адміністративний центр Няндомського району та Няндомського міського поселення. Населення міста — 18 473 осіб.
Залізнична станція Північної залізниці на гілці Коноша — Архангельськ, за 342 км на південь від Архангельська, за 790 км від Москви.

## Назва
- від фінно-угорського «няндома» — багата земля,
- від саамського «няммдеявр» — приклеєні озера,
- від карельського «мендама» — соснова місцевість,

## Історія
Поява населеного пункту під назвою Няндома пов'язані з початком будівництва 1894 року вузькоколійної залізниці «Вологда — Архангельськ», здійснюваного акціонерним товариством Московсько-Ярославської залізниці.

## Економіка
У місті діють підприємства залізничного транспорту, багато підприємств лісової промисловості.